# People's Choice Awards 1992
La 18ª edizione dei People's Choice Awards, presentata da Kenny Rogers, si è svolta agli Universal Studios Hollywood il 17 marzo 1992 ed è stata trasmessa dalla CBS.
In seguito sono elencate le categorie. Il relativo vincitore è stato indicato in grassetto.

## Cinema

### Film preferito
- Terminator 2 - Il giorno del giudizio (Terminator 2: Judgment Day), regia di James Cameron
- Robin Hood - Principe dei ladri (Robin Hood: Prince of Thieves), regia di Kevin Reynolds
- Il silenzio degli innocenti (The Silence of the Lambs), regia di Jonathan Demme

### Film drammatico preferito
- Il silenzio degli innocenti (The Silence of the Lambs), regia di Jonathan Demme
- Robin Hood - Principe dei ladri (Robin Hood: Prince of Thieves), regia di Kevin Reynolds
- Terminator 2 - Il giorno del giudizio (Terminator 2: Judgment Day), regia di James Cameron

### Film commedia preferito
- Scappo dalla città - La vita, l'amore e le vacche (City Slickers), regia di Ron Underwood
- La famiglia Addams (The Addams Family), regia di Barry Sonnenfeld
- Una pallottola spuntata 2½ - L'odore della paura (The Naked Gun 2½: The Smell of Fear), regia di David Zucker

### Attore preferito in un film drammatico
- Kevin Costner – JFK - Un caso ancora aperto (JFK)
- Arnold Schwarzenegger – Terminator 2 - Il giorno del giudizio (Terminator 2: Judgment Day)
- Patrick Swayze – La città della gioia (City of Joy)

### Attrice preferita in un film drammatico
- Julia Roberts – Scelta d'amore - La storia di Hilary e Victor (Dying Young)
- Kathy Bates
- Geena Davis
- Jodie Foster
- Susan Sarandon

### Attore preferito in un film commedia
- Steve Martin – Pazzi a Beverly Hills (L.A. Story)
- Billy Crystal
- Robin Williams

### Attrice preferita in un film commedia
- Julia Roberts – Hook - Capitan Uncino (Hook)
- Meryl Streep

## Televisione

### Serie televisiva drammatica preferita
- Avvocati a Los Angeles (L.A. Law)
- California (Knots Landing)
- L'ispettore Tibbs (In the Heat of the Night)

### Serie televisiva commedia preferita
- I Robinson (The Cosby Show)

### Serie televisiva preferita dai giovani
- Beverly Hills 90210
- I Simpson (The Simpsons)
- Willy, il principe di Bel-Air (The Fresh Prince of Bel-Air)

### Nuova serie televisiva drammatica preferita
- Homefront - La guerra a casa (Homefront)
- Io volerò via (I'll Fly Away)
- Ragionevoli dubbi (Reasonable Doubts)

### Nuova serie televisiva commedia preferita
- Quell'uragano di papà (Home Improvement)
- Davis Rules
- Ma che ti passa per la testa? (Herman's Head)

### Attore televisivo preferito
- Bill Cosby – I Robinson (The Cosby Show)
- Ted Danson
- John Goodman

### Attrice televisiva preferita
- Candice Bergen – Murphy Brown
- Kirstie Alley
- Roseanne Barr

### Attore preferito in una nuova serie televisiva
- Tim Allen – Quell'uragano di papà (Home Improvement)
- Charles S. Dutton – Roc
- Jonathan Winters – Davis Rules

### Attrice preferita in una nuova serie televisiva
- Suzanne Somers – Una bionda per papà (Step by Step)
- Marlee Matlin – Ragionevoli dubbi (Reasonable Doubts)
- Connie Sellecca – Palm Springs, operazione amore (P.S. I Luv U)

### Attore preferito in una soap opera
- Eric Braeden – Febbre d'amore (The Young and the Restless)

### Attrice preferita in una soap opera
- Susan Lucci – La valle dei pini (All My Children)
- Deidre Hall – Il tempo della nostra vita (Days of Our Lives)
- Finola Hughes – General Hospital

## Musica

### Artista maschile preferito
- Garth Brooks
- Clint Black
- Michael Bolton

### Artista femminile preferita
- Reba McEntire
- Paula Abdul
- Mariah Carey

### Artista country maschile preferito
- Garth Brooks

### Artista country femminile preferita
- Reba McEntire
- The Judds
- Dolly Parton

## Altri premi

### Premio alla carriera
- Aaron Spelling